# داني غرانت
داني غرانت هو لاعب هوكي الجليد كندي، ولد في 21 فبراير 1945 في فريدريكتون في كندا.

## وصلات خارجية
- داني غرانت على موقع دوري الهوكي الوطني (الإنجليزية)
- داني غرانت على موقع EliteProspects.com (الإنجليزية)
- داني غرانت على موقع HockeyDB.com (الإنجليزية)
- داني غرانت على موقع Hockey-Reference.com (الإنجليزية)